# Hrabiny (gmina)
Hrabiny (niem. Gräfenhain, dosł. "gaj hrabiów") – dawna gmina wiejska istniejąca w latach 1945–1946 w woj. wrocławskim (dzisiejsze woj. dolnośląskie). Siedzibą władz gminy były Hrabiny (obecnie Grotów).
Gmina Hrabiny powstała po II wojnie światowej na terenie tzw. Ziem Odzyskanych (tzw. II okręg administracyjny – Dolny Śląsk). 28 czerwca 1946 gmina – jako jednostka administracyjna powiatu żarskiego – weszła w skład nowo utworzonego woj. wrocławskiego.
Według stanu z 28 czerwca 1946 gmina liczyła 909 mieszkańców.  Gminę zniesiono krótko po tym, a jej obszar połączono ze zniesionymi gminami Leszczyna (Zajączek) i Łazów (Łaz) w nową gminę Olbrachtów.